# Nikołaj Ostrowski
Nikołaj Aleksiejewicz Ostrowski (ros. Николай Алексеевич Островский; ur. 16 września?/29 września 1904 w Wiliji, zm. 22 grudnia 1936 w Moskwie) – pisarz radziecki.

## Życiorys
Przyszedł na świat we wsi Wilija, obecnie w rejonie ostrogskim obwodu rówieńskiego. Jego rodzice byli robotnikami, matka pochodziła z rodziny czeskich osadników. Naukę rozpoczął w szkole ludowej, gdzie nie ukończył nawet czterech klas.
W 12. roku życia zaczął pracować zarobkowo w bufecie kolejowym w Szepietówce. Od roku 1914 praca ta stała się niezwykle ciężka, gdyż w Szepietówce spotykało się sześć linii kolejowych wiozących żołnierzy na front. Ostrowski został najprawdopodobniej wyrzucony z tej posady, jak również pobity za przewinienie.
W wieku czternastu lat wstąpił do bolszewickich oddziałów partyzanckich. Przeciwko Białym walczył w dywizji Kotowskiego oraz 1. Armii Konnej Budionnego. W latach 1917–1919 chodził do ukraińskiej szkoły, o czym później nie wspominał.
W sierpniu 1920 roku został ciężko ranny pod Lwowem, po powrocie do zdrowia zaczął pracować na tzw. „tyłach frontu” na Ukrainie, w oddziałach specjalnego przeznaczenia Państwowego Zarządu Politycznego GPU (kontynuacja policji politycznej Czeka). W 1919 wstąpił do Komsomołu. W 1925 ciężko zachorował na stawy, komplikacje pochorobowe stały się przyczyną jego śmierci w 1936 roku.
Został pochowany na Cmentarzu Nowodziewiczym w Moskwie.

## Twórczość
Swoje dwie powieści, Jak hartowała się stal oraz Zrodzeni z burzy (nieukończona, powstał tylko pierwszy tom; zawiera elementy autobiograficzne) napisał, a właściwie podyktował, w ostatniej fazie choroby. W wyniku kontuzji wojennych stracił wzrok i obydwie książki dyktował swojej opiekunce.
Powieść Ostrowskiego Jak hartowała się stal uznawana jest za klasyczne dzieło literatury radzieckiej okresu porewolucyjnego. Powstawała w latach 1930–1932, jej pierwsze rozdziały ukazały się w czasopiśmie Młoda Gwardia.
Pisarz był bardzo popularny w czasach komunizmu. Jak hartowała się stal osiągnęła nakład 2,5 miliona egzemplarzy, wydawano ją w sumie 153 razy w 42 językach oraz trzykrotnie sfilmowano.